# Carex polystachya
Carex polystachya là một loài thực vật có hoa trong họ Cói. Loài này được Sw. ex Wahlenb. mô tả khoa học đầu tiên năm 1803.